# Eutychiusz (egzarcha)
Eutychiusz – ostatni bizantyński egzarcha Rawenny w latach 727–752.
Eutychiusz został mianowany egzarchą przez Leona III w 727 roku  w celu stłumienia buntu skierowanego przeciw ikonoklastycznej polityce cesarza. Eutychiusz w 727 przybył do Neapolu, gdzie zawarł porozumienie, na mocy którego Liutprand, król Longobardów zaatakuje papieża, jeśli Grecy pomogą mu w ujarzmieniu uparcie zbuntowanych i niezależnych południowych księstw longobardzkich: księstwa Spoleto i księstwa Benewentu. Książęta Trazymund II i Godescalc poddali się — choć kontrola Pawii nad księstwami nie przetrwała zbyt długo — a egzarcha pomaszerował na Rzym. Pod Rzymem Liutprand rozłożył obóz na odległym brzegu Tybru na "Polu Nerona" i prowadził mediacje w sprawie zwrotu egzarchatowi spośród terenów bizantyńskich samej Rawenny i nakłonienia papieża do przywrócenia jego lojalności wobec cesarza (730). 
W 730 Eutychiusz stłumił na swoim terenie uzurpację Tyberiusza Petasiusa (729-730). 
W 751 roku Aistulf, król Longobardów zdobył Rawennę, kładąc kres istnieniu egzarchatu Rawenny